# Rasnitsynaphis
Rasnitsynaphis (лат.) — род вымерших насекомых монотипического семейства Rasnitsynaphididae отряда Hemiptera. Введён в кладистику в 2011 году.

## Распространение
Ископаемые остатки найдены в отложениях нижнего мела (аптский ярус, формация Zaza) на территории России (Байса, Бурятия, 53,3° с. ш. 112,1° в. д.).

## Описание
Усики 9-члениковые, короче длины задних голеней и равны трети длины тела; ринарии расположены в нескольких поперечных рядах, окружающих сегменты усиков; последний IX-й членик уже чем остальные сегменты жгутика усика, всегда без ринариев; яйцеклад развит; сифункулярные поры отсутствуют. Кубитальная жилка CuA1 в 2,5 раза длиннее, чем жилка CuA2. Птеростигма крупная, примерно в 3 раза длиннее своей ширины. Таксон был впервые описан в 2013 году польскими зоологами Агнешкой Хоман (Agnieszka Homan) и Петром Вегиереком (Piotr Wegierek; Department of Zoology, Силезский университет, Катовице, Польша). Название рода дано в честь крупного российского палеонтолога и энтомолога профессора Александра Павловича Расницына (Палеонтологический институт РАН, Москва). Представители семейства Rasnitsynaphididae обладают 9-члениковыми усиками, что выглядит как промежуточное состояние между 12-члениковыми усиками у ископаемых Sinojuraphididae из юрского периода и 5- или 6- или 7-члениковыми усиками у современных и мезозойских тлей.

## Классификация
Род включает в себя 3 вымерших вида:
- Rasnitsynaphis coniuncta
- Rasnitsynaphis ennearticulatatypus
- Rasnitsynaphis quadrata